# Санчо III (король Кастилии)
Санчо III Кастильский (исп. Sancho III de Castilla) или Санчо III Желанный (исп. Sancho III el Deseado; 1134 — 31 августа 1158, Толедо) — король Кастилии с 1157 года. Старший сын Беренгарии Барселонской и Альфонсо VII Кастильского, по воле которого земли Кастилии и Леона были поделены между двумя его сыновьями: после смерти отца Санчо стал королём Кастилии, а его брат Фернандо унаследовал королевство Леон.
Санчо содействовал созданию ордена Калатравы, когда тамплиеры отказались поддерживать оборону пограничного города Калатрава, во владение которым он был передан Альфонсом VII в 1147 году. Санчо передал владение Калатравой аббату Раймонду Диего Веласкесу, который и организовал новый военный орден.
Санчо III правил только год, оставив после себя малолетнего сына. Он был похоронен в капелле собора Санта-Мария-де-Толедо.

## Браки и дети
30 января 1151 года женился на Бланке Наваррской, дочери Гарсии IV, короля Наварры. От этого брака родился только один ребёнок:
- Альфонсо VIII (1155—1214), преемник Санчо III на королевском престоле Кастилии.